# Гримстон, Джеймс, 3-й граф Верулам
Джеймс Уолтер Гримстон, 3-й граф Верулам (англ. James Walter Grimston, 3nd Earl of Verulam; 11 мая 1852 — 11 ноября 1924) — британский пэр и консервативный политик. Он носил титул учтивости — виконт Гримстон с 1852 по 1895 год.

## Биография
Родился 11 мая 1852 года. Старший сын Джеймса Уолтера Гримстона, 2-го графа Верулама (1809—1895), и жены Элизабет Джоанны Вейланд (? — 1886). Он получил образование в школе Харроу и стал лейтенантом 1-го полка лейб-гвардии. Он стал мировым судьей Хартфордшира и капитаном Хартфордширской йоменской кавалерии.
Джеймс Гримстон был избран членом Палаты общин Великобритании от Сент-Олбанса на парламентских выборах 1885 года и занимал это место до тех пор, пока не ушёл из палаты общин на выборах 1892 года.
В 1895 году он сменил своего отца на посту 3-го графа Верулама и вошёл в Палату лордов.

## Брак и дети
30 апреля 1878 года лорд Верулам женился на Маргарет Фрэнсис Грэм (? — 4 октября 1927), дочери сэра Фредерика Ульрика Грэма Нетерби, 3-го баронета (1820—1888), и леди Джейн Гермионы Сеймур (дочери Эдварда Сеймура, 12-го герцога Сомерсета, и жены Джейн Джорджианы Шеридан), и вдовы Александра Энеаса Макинтоша. У них было шесть дочерей и один сын:
- Леди Хелен Гримстон (1879 — 7 октября 1947), в 1908 году она вышла замуж за сэра Феликса Касселя, 1-го баронета, от брака с которым у неё было пять детей.
- Джеймс Уолтер Гримстон, 4-й граф Верулам (17 апреля 1880 — 29 ноября 1949)
- Леди Гермиона Гримстон (1881 — 3 апреля 1924), в 1904 году вышла замуж за коммандера Бернарда Бакстона, от брака с которым у неё четверо детей.
- Леди Алин Гримстон (1883-?), в 1907 году она вышла замуж за майора Джеффри Артура Барнетта, один сын
- Леди Элизабет Гримстон (1885—1975), 1-й муж с 1908 года — майор Хескет Вернон Хескет-Причард (трое детей), 2-й муж с 1927 года -майор Томас Огастес Моушн (одна дочь).
- Леди Сибил Гримстон (1887 — 1 августа 1968), с 1915 года замужем за майором Достопочтенным Аластером Томасом Джозефом Фрейзером, сыном Саймона Фрейзера, 13-го лорда Ловата, и жены Алисы Мэри Уэлд-Бланделл. Шестеро детей[4].
- Леди Вера Гримстон (1890—1970), муж с 1922 года Морис Фрэнсис Хедлам, от брака с которым у неё было трое детей.

Лорд Верулам умер в ноябре 1924 года в возрасте 72 лет, и его титулы унаследовал его сын Джеймс. Леди Верулам умерла в 1927 году.

## Потомки
Шотландская актриса Роуз Лесли — праправнучка 3-го графа Верулама по материнской линии по линии его младшей дочери.